# Zwaailicht

Een Nederlandse ambulance met blauwe optische signalen

Een zwaailicht is een transparante kap met daarin een ronddraaiende, in één richting schijnende lamp, of een stilstaande lamp met daaromheen draaiende spiegel of lenzen. Hierdoor is een felle lichtflits te zien die naar alle kanten zichtbaar is. Zwaailichten worden van kunststof (polycarbonaat) gemaakt dat allerlei kleuren kan hebben.
Bepaalde knipperende lichten worden voor eenzelfde functie als een zwaailicht gebruikt. Deze lichten werken met behulp van felle lampen zoals halogeenlicht, lampen met een stroboscopische werking door middel van flitsbuizen, of sterke ledlampen.

## Kleuren

### Blauw
Zwaailichten van hulpdiensten in Nederland en België, zoals politie, brandweer en ambulancediensten zijn blauw. Voertuigen van hulpdiensten gelden als voorrangsvoertuig (Nederland) of prioritair voertuig (België) wanneer optische en geluidssignalen worden gevoerd. Het overige verkeer moet hen dan voor laten gaan. Ook boten van deze hulpdiensten voeren een blauw zwaai- of flitslicht.
Naast politie, brandweer en ambulance zijn ook andere hulpdiensten aangewezen die van een blauw zwaailicht gebruik mogen maken.
In Nederland zijn dit onder meer de Koninklijke Marechaussee, USAR, de weginspecteurs van Rijkswaterstaat, verschillende reddingsbrigades, ProRail Incidentenbestrijding, de Explosieven Opruimingsdienst, Sanquin Bloedvoorziening, de noodhulpteams van het Nederlandse Rode Kruis en vervoer ten behoeve van orgaantransplantatie (zie het artikel voorrangsvoertuig voor een vollediger overzicht).
In België zijn dit in ieder geval de Civiele Bescherming, DOVO, de douane, de militaire politie, Securail, de veiligheidsdiensten van Infrabel, De Lijn, MIVB en TEC, interventievoertuigen van nutsbedrijven, het Rode Kruis, bloedtransplantatieteams, bepaalde ministers en de gouverneurs en nog een aantal anderen.

### Groen
Het groene zwaailicht op Nederlandse ambulances, politievoertuigen, voertuigen van de Koninklijke Marechaussee en brandweervoertuigen wordt gebruikt bij grote ongevallen en calamiteiten: de bemanning van het eerste hulpverleningsvoertuig ter plaatse neemt de coördinatie op zich; het groene zwaailicht wordt dan ingeschakeld. De bemanning van dit voertuig is herkenbaar aan hun groene vesten, die over de reguliere werkkleding worden gedragen. De verpleegkundige van het eerste voertuig voert in principe geen behandeling uit, maar inventariseert de gewonden en bekijkt wie als eerste behandeling behoeft (triage).
Bij de politie en de Koninklijke Marechaussee wordt het groene zwaailicht sinds 2004 gebruikt om personeel er op attent te maken dat er een sporenonderzoek plaatsvindt en dat men voorzichtig dient te zijn om geen sporen verloren te doen gaan.
In België gebruikt men het groene zwaailicht om de CP-OPS aan te duiden. Daarin verzamelen alle disciplines bij een multidisciplinair optreden. Dit zwaailicht staat niet op alle Belgische hulpverleningsvoertuigen geplaatst, maar op voertuigen die hiervoor bedoeld zijn zoals bepaalde voertuigen van de politie, brandweer of het Rode Kruis-Vlaanderen.

### Rood
Rangeerlocomotieven van de Nederlandse Spoorwegen voerden van 1963 tot 1984 een blauw zwaailicht wanneer de openbare weg werd overgestoken; sinds 1984 voerden ze een rood zwaailicht. In 2021 is dat allang geen zwaailicht meer.
Een rood zwaailicht is een niet-erkende kleur voor hulpverleningsvoertuigen in Nederland en België waardoor deze niet terugkomt op hulpverleningsvoertuigen. In andere (Europese) landen wordt deze kleur zwaailamp wel toegepast voor voorrangsvoertuigen.

### Oranje of geel
Voertuigen die moeten opvallen in het verkeer, omdat ze bijvoorbeeld extreem groot zijn, of langzaam rijden omdat ze werkzaamheden op de weg verrichten, voeren een oranje of geel zwaailicht. De meeste ambulances, politieauto's en brandweerwagens zijn ook uitgerust met oranje zwaailichten voor het geval zij op een gevaarlijke plek staan. In Spanje is het zelfs zo dat ambulances meestal alleen maar oranje en rode zwaailichten hebben; ze worden wel gezien als voorrangsvoertuig, al wordt er sinds een wetswijziging in 2018 ook blauwe zwaailichten gebruikt. In België is het per 1 januari 2020 verplicht dat openingswagens (rode vlag) en sluitingswagens bij wielerwedstrijden een knipperlicht 360°(zwaailicht in sneltaal) dienen te hebben. Ook inbraakalarmsystemen van huizen zijn vaak voorzien van een oranje of geel zwaailicht dat gaat flikkeren als het alarm afgaat, zodat ook omwonenden worden gewaarschuwd als er geprobeerd wordt om in te breken.